# Migennes
Migennes är en kommun i departementet Yonne i regionen Bourgogne-Franche-Comté i norra Frankrike. Kommunen ligger i kantonen Migennes som tillhör arrondissementet Auxerre. År 2022 hade Migennes 6 878 invånare.

## Befolkningsutveckling
Antalet invånare i kommunen Migennes
| Referens: INSEE |